# Сахнівці (Шепетівський район)
Сахні́вці — село в Україні, у Шепетівському районі Хмельницької області. Адміністративний центр Сахновецької сільської громади. Населення становить 366 осіб.

## Географія
Селом протікає річка Хомора.

## Історія
Першим його жителем був Сахно. В нього було два сини й дочка. Вони збудували тут перші хати. За іншою легендою, розбійник Сахно з двома синами і дочкою займався на шляху розбоєм. І, нарешті, існує розповідь, за якою сотник Сахно володів селом, подарованим йому за вірну службу польському королю.
(З книги Наконечного Д.С.  Красносілка - Сахнівці
У 1906 році село Новосільської волості Ізяславського повіту Волинської губернії. Відстань від повітового міста 18 верст, від волості 5. Дворів 157, мешканців 770.
9 жовтня 2012 року в селі Сахнівці освячено церкву святих Софії, Віри, Надії та Любові Української православної церкви.

## Населення

### Мова
Розподіл населення за рідною мовою за даними перепису 2001 року:
| Мова       | Кількість | Відсоток |
| ---------- | --------- | -------- |
| українська | 364       | 99.45%   |
| російська  | 2         | 0.55%    |
| Усього     | 366       | 100%     |